# Ebino
Ebino (えびの市, Ebino-shi) est une ville située dans la préfecture de Miyazaki, sur l'île de Kyūshū, au Japon.

## Géographie

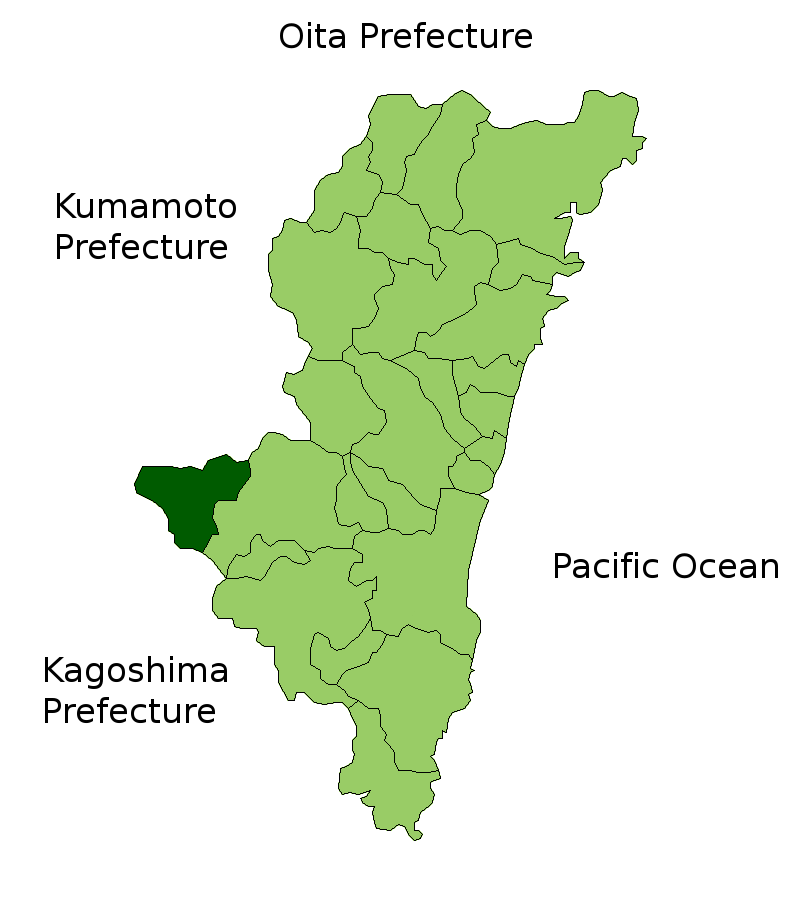
Ebino dans la préfecture de Miyazaki.

### Situation
Ebino est la 8e plus étendue des villes de la préfecture de Miyazaki, au Japon. Le 1er octobre 2004, 8 256 ha de terre étaient inhabitables, 20 044 ha étaient occupés par la forêt.

### Municipalités limitrophes
| Hitoyoshi | Nishiki   | Asagiri   |
| Isa       | Ebino     | Kobayashi |
| Yūsui     | Kirishima | Kobayashi |

### Démographie
En juillet 2010, la ville d'Ebino comptait 21 527 habitants, répartis sur une superficie de 283,01 km2 (densité de population de 76 hab./km2). En mai 2024, elle était de 16 174 habitants.

### Topographie
Une partie des monts Kirishima s'étend sur le territoire d'Ebino.

### Hydrographie
Le fleuve Sendai traverse le nord de la ville d'Ebino.

### Climat
Durant l'année 2005, la température moyenne annuelle était de 15,5 °C, la plus haute température était 35,9 °C, la plus basse 4,8 °C. Les précipitations ont atteint 2 155 mm. Au cours de l'année, il y a eu 1 933,1 heures de soleil.

## Histoire
La municipalité moderne d'Ebino a été fondée le 3 novembre 1966 par la fusion des municipalités de Masaki, Kakutō et Īno. Le 3 décembre 1970, elle reçoit officiellement le statut de ville.

## Économie
Ebino produit de nombreuses denrées alimentaires, notamment du shōchū, des bonbons, du thé, du miel, des champignons, du poulet et du porc. Il y a aussi des artisans qui font de la poterie et des objets en bambou.

## Transport

### Routier
Ebino est relié au Kyūshū Jidōsha-dō ainsi qu'aux autoroutes nationales 221, 268, et 447.

### Bus
Ebino possède aussi des lignes de bus la reliant aux autres villes du pays.

### Train
Les lignes et gares suivantes desservent Ebino :
- ligne Kitto :
  - gare d'Ebino Īno,
  - gare d'Ebino Uwae,
  - gare d'Ebino,
  - gare de Kyomachi Onsen ;
- ligne Hisatsu :
  - gare de Masaki.

## Éducation
La ville d'Ebino possède huit écoles primaires, quatre collèges, deux lycées et une université.